# 基涅茨戈爾加內山
48°31′50″N 24°4′59″E / 48.53056°N 24.08306°E
基涅茨戈爾加內山是烏克蘭的山峰，位於該國西部，處於伊萬諾-弗蘭科夫斯克州，屬於烏克蘭喀爾巴阡山脈中戈爾加內山脈的一部分，海拔高度1,599米。